# أطفال السيكربت
سكربتات صبيانية أو طفولية , أو عادة skid, script bunny, script kitty, script-running juvenile (SRJ)، أو ما شابه هو مصطلح ناقص يستخدم لوصف الذين يستخدمون النصوص أو البرامج التي يتم تطويرها لهجوم على أنظمة الكمبيوتر والشبكات وتشويه مواقع الشبكة.

## المميزات
في تقرير كارنيه ميلون والذي أعد لقسم الدفاع الأمريكي 2005 تم تعريف نص الطفيلي كالتالي
نص الأطفال
"عدم نضوج زائد ولكن لسوء الحظ غالبا ما يستغل الثغرات الأمنية على الانترنت. غالبا ما تستخدم النصوص الطفلية أساليب مشهورة وبرامج سهل الحصول عليها للبحث واستغلال نقاط الضعف علي الحاسبات الأخرى على الإنترنت، غالبا ما تكون عشوائية وغالبا باهتمام أقل أو ربما حتى فهم لإمكانية حدوث نتائج مضرة.
النصوص الطفلية تحتوي على عدد كبير من البرامج الضارة سهلة التحميل قادرة على خرق الحاسبات والشبكات، مثل هذه البرامج تحتوي على إمكانية رفض الخدمة عن بعد مثل؛ WinNuke trojans Back Orifice, NetBus, Sub7, وProRat وضعف الماسح الضوئي/ Metasploit, المدخل، وبرامج غالبا ما تكون مصممة للأمان أصلا، في استبيان لطلاب الكلية في عام 2010 والذي كان تحت إشراف جمعية رؤساء ضباط الشرطة التابعة للمملكة المتحدة، قاموا بتبيين مستوى عالي من الاهتمام في بدأ الاختراق، واخترق 23% من طلاب الجامعة أنظمة تكنولوجيا المعلومات، اعتقد 32% أن الاختراق شيء جيد / جميل، واعتبر 28% أنه شيء سهل.
إن النصوص الطفلية تخرب المواقع لسببين الإثارة وإعلاء سمعتهم بين أقرانهم، استخدم المزيد من النصوص الطفلية الضارة صناديق الفيروسات لإنتاج وتكاثر فيروسات Anna Kournikova وLove Bug.[1]، تفتقر نصوص الأطفال إلى مهارات التشفير الكافية لفهم الآثار والآثار الجانبية لعملهم فهي على الأقل تطورها فقط، ونتيجة لهذا فهم يتركون أثار هامة تؤدي إلى الكشف عنهم أو يهاجمون بشكل مباشر الشركات التي لديها بالفعل أنظمة كشف وأنظمة مضادة، أو في الحالات الحالية، تترك تصادم يدل على أنه ما زال يعمل.

## أمثلة
نصوص الأطفال غالبا ما تكون قادرة على استغلال الأنظمة الضعيفة وتكافح من أجل نجاح متوسط. بعض من الأمثلة الغير مشهورة تشمل:

### مايكل كالس
كالس a.k.a مافيابوي طالب ثانوي من مونتريال كندا تم إلقاء القبض عليه في عام 2000 لاستخدامه أدوات تم تحميلها للإطلاق سلسلة من هجمات إخفاء الخدمة المنشورة ضد ملفات تعريف المواقع مثل ياهو، دل وغي باي وسي إن إن، تم تقدير الضرر المالي بنحو 102 مليون دولار تضمن الأضرار الاقتصادية العالمية، لقد أنكر كالس المسئولية مبدئيا ولكن حكم عليه على أنه مذنب فيما بعد، لكثرة القضايا المرفوعة ضده. ولقد أصر محاميه على أن عميله كان فقط يجري فحوصات للمساعدة في تصميم جدار حماية مطور، فيما بينت سجلات المحاكمة أن الشاب لم يبد أي ندم وقد عبر عن رغبته في الرحيل إلى إيطاليا لعدم قسوة قوانين جرائم الكمبيوتر هناك. حكمت محكمة الشباب في مونتريال عليه في 12 سبتمبر 2001 بثمانية شهور تحت «الوصاية المفتوحة» سنة تحت الاختبار، واستخدام محكوم للإنترنت وغرامة صغيرة.

### NetBus
استخدم نص طفلي غير معروف في عام 1999 لتشويه سمعة طالب قانون يدرس في جامعة لوند في السويد. قام بتحميل Child pornography موقع إباحي على جهازه الحاسب من موقع غير معروف، ولكن تم تبرئته من التهم في عام 2004 حينما تم الكشف عن أنه تم استخدام NetBus للتحكم في جهازه الحاسب.

### جفري لي بارسون
كان Jeffrey Lee Parson، a.k.a T33Kid طالب ثانوي عمره 18 سنة من ولاية مانسوتا وكان مسئولا عن نشر Blaster (computer worm) الغير مشهورة المتنوعة. قام بارسون فقط بتعديل Blaster (computer worm) الأصلي مستخدما hex editor والسائد بالفعل لإضافة اسم الشاشة الخاص به إلى الموجود والذي يعمل بالفعل ثم أضاف باب خلفي آخر وليثيوم ثم قام ببثه على موقعه، بعد هذا التعديل البسيط فإن البرنامج الجديد القابل للتطبيق يعد بديل ولكن الجهات المعنية يمكنها تبع الاسم الذي يعود اليه البرنامج. كان البرنامج جزء من هجوم DoS والذي كان يهاجم أجهزة الكمبيوتر التي تعمل بنظام تشغيل Microsoft Windows، وأخذ الهجوم شكل SYN flood الذي سبب حد أدنى من الضرر، ثم حكم عليه بالسجن لمدة 18 شهر في 2005.

## كتب ذات صلة
- Tapeworm (2005). 1337 h4x0r h4ndb00k. Sams Publishing. ISBN:0672327279. مؤرشف من الأصل في 2017-05-17.

## وصلات خارجية
- Honeynet.org - Know Your Enemy (Essay about script kiddies)